# 1059 Mussorgskia
Mussorgskia (asteroide 1059) é um asteroide da cintura principal, a 2,1523753 UA. Possui uma excentricidade de 0,1855892 e um período orbital de 1 569,29 dias (4,3 anos).
Mussorgskia tem uma velocidade orbital média de 18,32126741 km/s e uma inclinação de 10,11245º.
Esse asteroide foi descoberto em 19 de Julho de 1925 por Vladimir Albitzkij.
Seu nome é uma homenagem ao músico russo Modest Mussorgsky.